# Bettina Barboza de Ray
Bettina Rosmary Barboza Caffarena actualmente casada, es una empresaria y ex-top model paraguaya, conocida por haber sido coronada Miss Paraguay 1995 y posteriormente desarrollo emprendimientos en el ámbito de la moda, el comercio y la perfumería.

## Trayectoria

### Reina de belleza y Top Model
En 1995, fue elegida Miss Paraguay representando a Asunción</ref>  Posteriormente trabajó como modelo en campañas internacionales, con experiencias en España y Estados Unidos vinculadas al American International Model School. En 2019 integro el jurado del certamen Reinas de Belleza del Paraguay.

### Actividad Empresarial
En 2015 fundo Maison d’Élégance, una galería de artes decorativas especializada en la exhibición y comercialización de piezas de colección de distintas procedencias. La galería a realizado exposiciones temáticas, entre ellas toques tribales.

Bettina Barboza de Ray también lidera comercios vinculados al sector retail, de empresas de la familia, entre ellos se encuentran Meta Sports For Women, Boutique especializada en indumentaria deportiva femenina, y Meta kids, orientada a ropa infantil y juvenil.

En 2020, lanzó De Marie, línea de perfumería paraguaya de alta gama y poductos de cuido personal, creada junto al perfumista europeo Jimmy Boyd. La propuesta incluye fragancias, gel de ducha, aceites corporales y velas aromáticas con ingredientes de origen vegetal en homenaje a los Lapachos del Paraguay.
De Marie nace del cariño y afecto de una mamá hacia su hija. La historia se remonta siete años atrás, cuando Bettina buscaba un regalo significativo para los 15 años de su hija, Bettina Marie. Fue así que surgió la idea de crear exclusivamente para ella, un perfume único que se convirtiera en el aroma de sus primeros años de juventud. 

## Vida personal
Esta casada con Verlin Ray Jr. La pareja tiene dos hijos Bettina Marie y Verlin Gale lll.